# Markantun de Dominis
Markantun de Dominis (hrv. Marko Antun Domnianić ili Marko Antun Gospodnetić, Rab, 1560. - Rim, 8. rujna 1624.), hrvatski isusovac, polihistor, matematičar, fizičar i filozof. Bio je senjski biskup (1600. – 1602.), splitski nadbiskup i primas Dalmacije i cijele Hrvatske (1602. – 1616.).

## Životopis
Rodom je od plemićke obitelji Dominis s otoka Raba, koja po predaji potječe od krčkih knezova Frankapana.
U Windsoru u Engleskoj bio je dekan od svibnja 1618. do ožujka 1622., kada je podnio ostavku na taj položaj. Na zahtjev isusovačkih poglavara djelovao je u Padovi i Bresciji gdje je predavao retoriku, matematiku, logiku i filozofiju.
Godine 1596. istupio je iz isusovačkog reda i postao upravitelj senjske biskupije.
U Senju je biskupsko mjesto ostalo upražnjeno smrću dotadašnjeg biskupa, njegova strica.
U Senju se zadržao dvije godine, da bi ga 15. studenog 1602. godine papa Klement VIII. imenovao splitskim nadbiskupom. U Splitu je napisao životno djelo De republica ecclesiastica u kojem se zalaže za dijalog unutar Crkava i njihovo ujedinjenje što ga čini pretečom ekumenizma.
U periodu 1604. – 1607. boravio je u Rimu i Veneciji, a potom se vraća u Split gdje piše traktat De radiis visus et lucis in vitris, perspectivis et iride, objavljen u Veneciji 1611. godine. Godine 1615. sukobio se s klerom i drugim biskupima, nakon čega je otišao u Veneciju i odrekao se titule splitskog nadbiskupa (1616.). U Heidelbergu objavio je žestoku kritiku Katoličke Crkve. Iz Njemačke odlazi u Englesku, gdje mu je u Cambridgeu dodijeljen doktorat teologije čime je postao prvi Hrvat koji je na nekom engleskom sveučilištu dobio tu titulu.
U Londonu je 1617. godine objavio prvi svezak knjige De republica ecclesiastica koja uskoro potom dolazi na Index Librorum Prohibitorum. Iste godine držao je predavanja u Oxfordu i Cambridgeu.
Godine 1622., nakon izbora pape Grgura XV. napustio je London i preko Bruxellesa vratio se u Rim. Dvije godine kasnije došao je u sukob s Inkvizicijom, proglašen je heretikom, te zatočen u dvorac Sant Angelo, gdje je umro prirodnom smrću. Nakon smrti, 20. prosinca je nad njegovim lešom proglašena osuda u crkvi Santa Maria iznad Minerve.
Odredbom je njegov leš izvađen iz lijesa, provučen ulicama Rima, i javno spaljen u Campo di Fiori, te bačen u Tiber skupa s njegovim pisanim djelima, 21. prosinca 1624. godine.

## Znanstveni doprinos
U 16. stoljeću pokusima je istraživao disperziju bijele svjetlosti i na taj način tumačio pojavu duge. U djelu Euripus seu de fluxu et reflexu maris sententia (1624.) objašnjava da je uzrok plimi i oseki mora utjecaj Sunca i Mjeseca na morske vode.
Početkom 18. stoljeća, Newton u svom djelu Optics (1704.) odaje priznanje Dominisu za objašnjenje duge pomoću dvaju lomova i jednog odbijanja svjetlosti na kapljicama kiše.

### Članci
- Pivčević, Edo. 1983. Kako je de Dominis postao senjski biskup. Crkva u svijetu. Sveučilište u Splitu - Katolički bogoslovni fakultet. Split. 18 (2): 178–181

| Titule u Katoličkoj Crkvi      | Titule u Katoličkoj Crkvi      | Titule u Katoličkoj Crkvi    |
| ------------------------------ | ------------------------------ | ---------------------------- |
| prethodnik Antun de Dominis    | senjski biskup 1600.–1602.     | nasljednik Marcello Marchesi |
| prethodnik Ivan Dominik Marcot | splitski nadbiskup 1602.–1616. | nasljednik Sforza Ponzoni    |